# 李·盧卡斯
李·盧卡斯（英語：Lee Lucas；1992年6月10日—）是一位威爾士足球運動員。在場上的位置是中場。他現在效力於英格蘭足球超級聯賽球隊斯旺西城足球俱樂部。他也代表威爾士國青隊參賽